# Municipio de Pleasant Grove (condado de Mahaska)
El municipio de Pleasant Grove (en inglés: Pleasant Grove Township) es un municipio ubicado en el condado de Mahaska en el estado estadounidense de Iowa. En el año 2010 tenía una población de 297 habitantes y una densidad poblacional de 3,22 personas por km².

## Geografía
El municipio de Pleasant Grove se encuentra ubicado en las coordenadas 41°27′28″N 92°28′15″O / 41.45778, -92.47083. Según la Oficina del Censo de los Estados Unidos, el municipio tiene una superficie total de 92.14 km², de la cual 91,54 km² corresponden a tierra firme y (0,65 %) 0,6 km² es agua.

## Demografía
Según el censo de 2010, había 297 personas residiendo en el municipio de Pleasant Grove. La densidad de población era de 3,22 hab./km². De los 297 habitantes, el municipio de Pleasant Grove estaba compuesto por el 97,31 % blancos, el 0,34 % eran amerindios, el 1,35 % eran asiáticos, el 1,01 % eran de otras razas. Del total de la población el 1,01 % eran hispanos o latinos de cualquier raza.